# Grindleton
Grindleton – wieś w Anglii, w hrabstwie Lancashire, w dystrykcie Ribble Valley. Leży 50 km na północ od miasta Manchester i 307 km na północny zachód od Londynu.